# Вейнолди-Даниэлс, Хенри
Хенри Якоб Мари Вейнолди-Даниэлс (нидерл. Henri Jacob Marie Wijnoldy-Daniëls, 26 ноября 1889 — 20 августа 1932) — нидерландский фехтовальщик, призёр Олимпийских игр и чемпионатов мира.

## Биография
Родился в 1889 году в Слидрехте. В 1920 году принял участие в Олимпийских играх в Антверпене, где завоевал бронзовую медаль в командном первенстве на саблях, а в личном зачёте занял 9-е место в фехтовании на саблях. Дважды становился бронзовым призёром чемпионатов Европы по фехтованию в личном первенстве, в 1921 году на шпагах, а в 1923 году на саблях (в 1937 году эти турниры были задним числом признаны чемпионатами мира). В 1924 году на Олимпийских играх в Париже он опять стал бронзовым призёром в командном первенстве на саблях. В 1928 году принял участие в Олимпийских играх в Амстердаме, но там нидерландская сборная медалей в фехтовании не завоевала.